# Vedova Nera (personaggio)
Vedova Nera (Black Widow) è il nome di diversi personaggi dei fumetti statunitensi pubblicati da Marvel Comics. La maggior parte di queste versioni esiste nel principale universo condiviso di Marvel, l'Universo Marvel.

## Claire Voyant
Claire Voyant è la prima protagonista femminile in costume e dotata di superpoteri nei fumetti. Creata dallo scrittore George Kapitan e dall'artista Harry Sahle, è apparsa per la prima volta in Mystic Comics n. 4 (agosto 1940). Uccide i malfattori per consegnare le loro anime a Satana, il suo padrone. Il personaggio non è imparentato con le successive supereroine di Marvel Comics che presero il suo nome in codice.

## Natasha Romanoff
Natasha Romanoff è il primo personaggio ad assumere il nome in codice di Vedova Nera nelle moderne pubblicazioni mainstream di Marvel Comics. È stata creata dall'editore e disegnatore Stan Lee, dallo sceneggiatore Don Rico e dall'artista Don Heck, ed è apparsa per la prima volta in Tales of Suspense n. 52 (aprile 1964).
Ballerina classica del Teatro Bol'šoj nativa di Stalingrado, e vedova del pilota collaudatore Alexei Shostakov divenuta agente del KGB col nome di Vedova Nera. Si allea inizialmente con Boris Turgenev e poi con Clint Barton (di cui si innamora) per combattere Iron Man, passa poi dalla parte degli USA e si unisce ai Vendicatori.

## Yelena Belova
Yelena Belova, amorale ex-spia GRU ed assassina senza scrupoli addestrata dagli stessi maestri avuti da Natasha Romanoff al fine di rimpiazzare la traditrice, dopo la morte del suo addestratore diviene ufficialmente la terza Vedova Nera.

## Versioni alternative

### 2099
Nel futuro di Marvel 2099, la Vedova Nera è una donna afroamericana di nome Tania affiliata ai Vendicatori 2099 sotto gli ordini della Alchemax Corporation. Esattamente come il ragno da cui prende il nome divora gli uomini dopo averci copulato.

### Ultimate Marvel

#### Natasha Romanova
Nell'universo Ultimate Natasha Romanova è una spia del KGB spiccatamente più cinica, malvagia, doppiogiochista e traditrice della controparte classica tanto da progettare assieme a Loki un complotto per distruggere gli Ultimates ritiene l'America colpevole della caduta dell'Unione Sovietica e della sua disfatta economica. Viene infine uccisa da Occhio di Falco. A differenza della controparte canonica, inoltre, sembra avere dei potenziamenti cibernetici.

#### Monica Chang-Fury
Monica Chang-Fury, creata da Mark Millar (testi) e Carlos Pacheco (disegni), appare per la prima volta in Ultimate Avengers n. 3 (dicembre 2009).

##### Biografia del personaggio
Monica è l'ex moglie asioamericana di Nick Fury, divorziata da lui per i suoi molti tradimenti con varie sue amiche e familiari, inclusa sua madre diviene la seconda Vedova Nera quando gli Ultimates vengono riformati e, nonostante i ricordi dolorosi associati a Natasha Romanova, rifiuta di cambiare il suo nome in codice.
Partecipa con la squadra alla missione per ri-catturare Capitan America finendo con l'affrontare Teschio Rosso contribuendo alla cattura e al reclutamento del Punitore nelle file della squadra e prendendo poi parte a diverse missioni finché non viene trasferita ai New Ultimates, dove schierandosi immediatamente contro i precedenti compagni quando si comincia a sospettare che Nick Fury stia vendendo segreti dello S.H.I.E.L.D.. Quando Fury riassume il comando dello S.H.I.E.L.D. ricomponendo gli Ultimates, Monica vi si unisce trasferendosi alla base Triskelion con il figlio avuto da Fury, Julius Chang venendo successivamente nominata direttrice dell'agenzia spionistica dal Presidente Capitan America consentendo all'ex-marito e a Abigail Brand di riformare gli Howling Commandos per combattere l'Hydra. In seguito sembra venire uccisa da Goblin sebbene poi riveli d'essere sopravvissuta.
- Monica Chang è inoltre apparsa anche nell'universo canonico nei panni di giovane leader della Divisione A.I. dello S.H.I.E.L.D.[18].

#### Jessica Drew
Jessica Drew, clone femminile di Peter Parker, diviene la terza Vedova Nera.